# Paralophia
Paralophia – rodzaj roślin z rodziny storczykowatych (Orchidaceae). Obejmuje 2 epifityczne gatunki, które są endemitami występującymi na Madagaskarze.
Wszystkie gatunki z tego rodzaju zostały przeniesione w 2021 roku do rodzaju Eulophia.

## Morfologia
KwiatyKwiaty bladożółte, biała warżka z różowymi lub różowofioletowymi żyłkami.

## Systematyka
Rodzaj sklasyfikowany do podplemienia Catasetinae w plemieniu Cymbidieae, podrodzina epidendronowe (Epidendroideae), rodzina storczykowate (Orchidaceae), rząd szparagowce (Asparagales) w obrębie roślin jednoliściennych.
Wykaz gatunków
- Paralophia epiphytica (P.J.Cribb, Du Puy & Bosser) P.J.Cribb
- Paralophia palmicola (H.Perrier) P.J.Cribb